# Lemonade (agrume)
Pour les articles homonymes, voir Lemonade.
Espèce
Lemonade, citrus lemonade est une variété d'agrume doux cultivée en Nouvelle-Zélande et en Australie.

## Dénomination
Lemonade signifie limonade (boisson faite d'eau, de sucre et de jus de citron) en anglais. Le jus de ce fruit est abondant et doucereux à maturité, d'un goût qualifié d'agréable, il évoque une limonade américaine non pétillante, on le compare aussi au goût du pamplemousse C. paradisi. On y retrouve la fraicheur du citron; il est jaune comme un citron. 
En anglais, il est également nommé lemonade fruit , lemonade lemon, New Zealand lemonade.  Dans la mesure où il n'est cultivé qu'en Nouvelle-Zélande, en Australie et très marginalement aux États-Unis, pays majoritairement anglophones, et en l'absence de commercialisation à grande échelle, il a peu de mentions dans d'autres langues que l'anglais.

## Origine

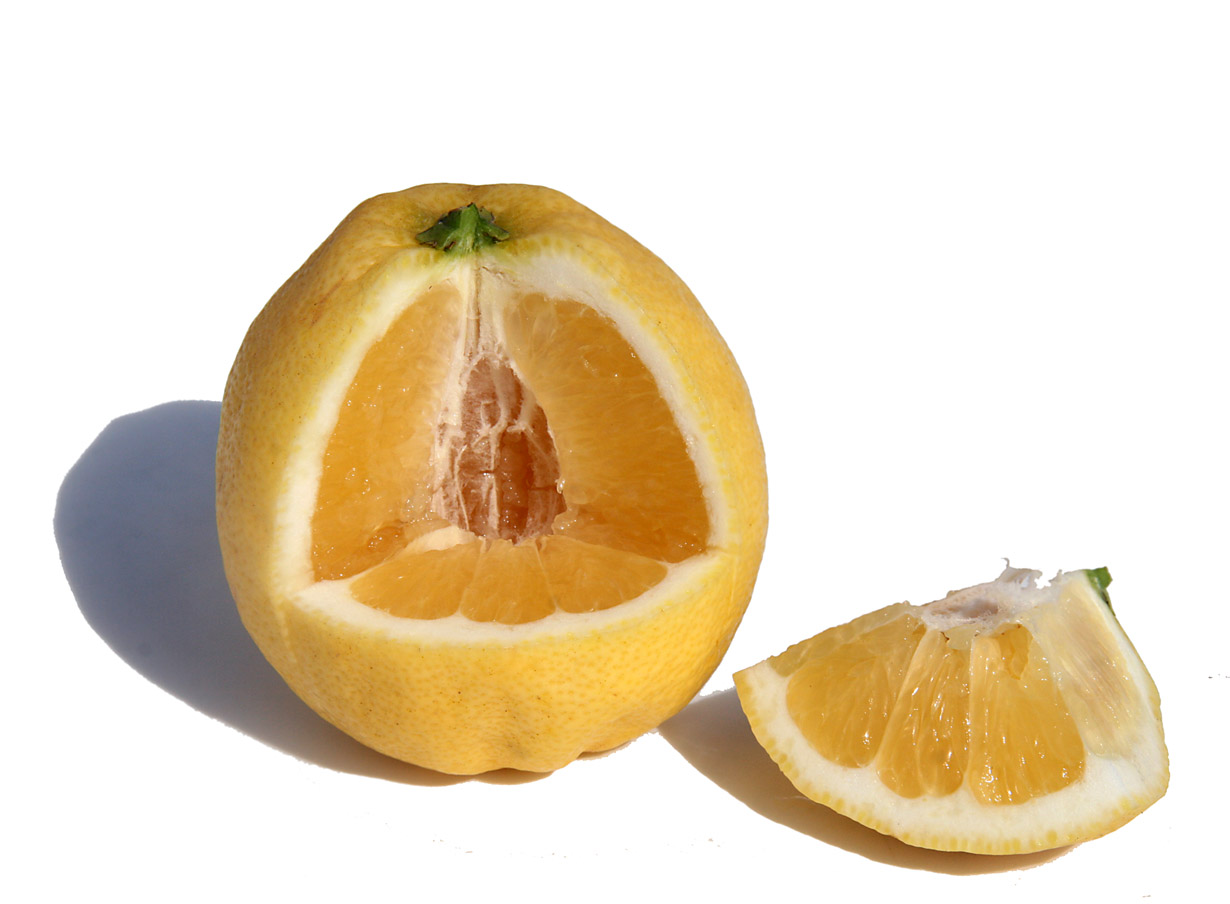
Le fruit piriforme n'a pas ou très peu de graines

La plante aurait été découverte en Nouvelle-Zélande dans les années 1980, puis rapidement cultivé en Australie et en 2005 aux États-Unis (on lit aussi qu'il serait originaire de Thaïlande ou d'Inde). Elle est décrite sans source comme un hybride de citron et de mandarine (Citrus limon x reticulata) ou de citron Meyer (citron insipide décoratif chinois) et de mandarine.  
Tokurou Shimizu, Akira Kitajima et al. (2016) sont les seuls à donner une analyse fondée sur la génétique, ils le classent dans le caryotype C05 (cluster II qui comprend C. maxima et C. limon dans la série de leurs 18 cytotypes d'agrumes) auquel appartiennent les agrumes japonais suivants: hyuganatsu, kawabata, Ōgonkan et tengu avec un ancêtre commun de type hyuganatsu inconnu. Il pourrait être un semis heureux d'un de ces fruits. 
Il n'y a pas trace d'introduction dans l'UE, il est présent dans une pépinière britanniques et une pépinière suisse germanophone sous le nom lemonade. La collection UCR Citrus Variety Collection - Givaudan de Riverside signale que son exemplaire néo-zélandais est dans un mauvais état phytosanitaire. 

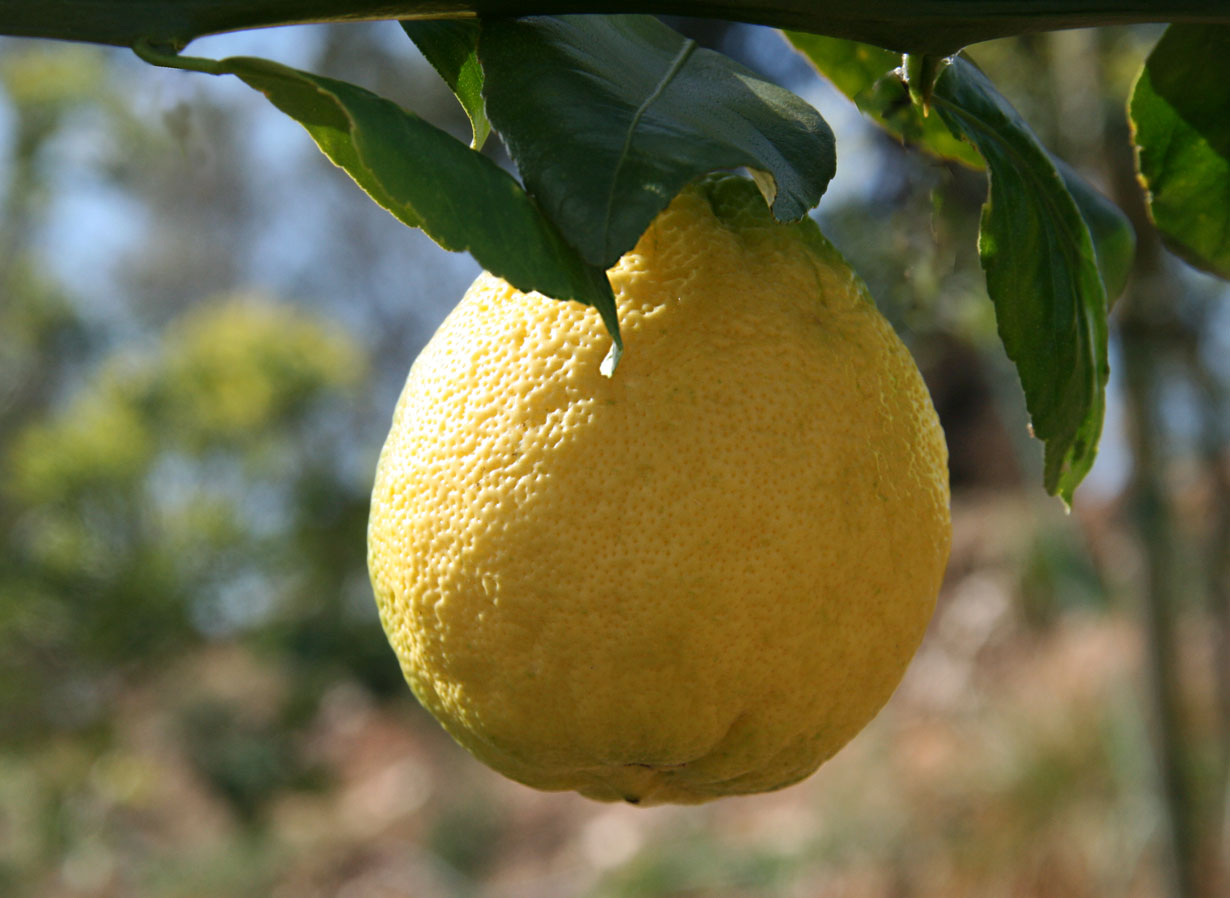
Le fruit lemonade sur l'arbre (en février de l'hémisphère nord)

## Description
L'arbre est petit et peu vigoureux, le fruit à maturité tardive (disponible d'avril à aout aux États-Unis) en août en Nouvelle-Zélande correspondant à février du climat méditerranéen de l'hémisphère nord, le fruit n'a pas ou très peu de graines, son diamètre est entre 7 et 10 cm. Eisenhut le décrit comme un citron doux. 
Il est consommé mûr ou encore vert. 